# Go (játék)
A go egy kínai eredetű, körülbelül négyezer éves táblajáték. Az európai elnevezés a japán go (碁) karakterből ered, de a japánok inkább igo (囲碁) néven nevezik, és a go elnevezést fenntartják a gomoku játékra, amely nálunk amőbaként ismert. A kínaiak  veicsi (圍棋) néven emlegetik, ami területfoglalós táblajátékot jelent. Koreában baduk (바둑) néven ismert. A go két játékos által játszható játék, mely viszonylag egyszerű szabályrendszere ellenére stratégiai lehetőségekben gazdag. Edward Lasker sakkmester és go játékos mondta: „Míg a sakk barokkos szabályait csak az ember alkothatta, a go szabályrendszere annyira elegáns, szervezett és szigorúan logikus, hogy ha léteznek még az univerzumban  máshol intelligens életformák, azok szinte biztos, hogy játszanak gót.”
A két játékos felváltva helyezi a táblára fekete és fehér köveit egy 19×19 mezős táblán (kezdők gyakran játszanak kisebb, 9×9 és 13×13-as táblákon). A játék célja, hogy a játékosok egyike nagyobb területet foglaljon el (kerítsen körbe) köveivel, mint az ellenfele. A már táblára helyezett kövek nem mozdíthatóak el, kivéve, ha elfogják azt. A játék végén az elfoglalt területeket és elkapott köveket számolják össze, hogy kiderüljön, ki szerzett több pontot. A játékot fel is lehet adni, ekkor értelemszerűen a másik játékos győz.
A go az ősi Kínából származik. Régészeti leletek bizonyítják, hogy a játék korai verzióját egy 17×17-es táblán játszották, de amikorra a játék eljutott Koreába és Japánba az 5. illetve 7. században, már a 19×19-es tábla volt használatos.
2008-ra több mint 40 millióan játszották a játékot világszerte, túlnyomórészt kelet-ázsiaiak. 2012 májusában a Nemzetközi Go Szövetségnek 74 ország és négy, több országot magában foglaló szövetség volt tagja.

## Története

### Kínai eredete

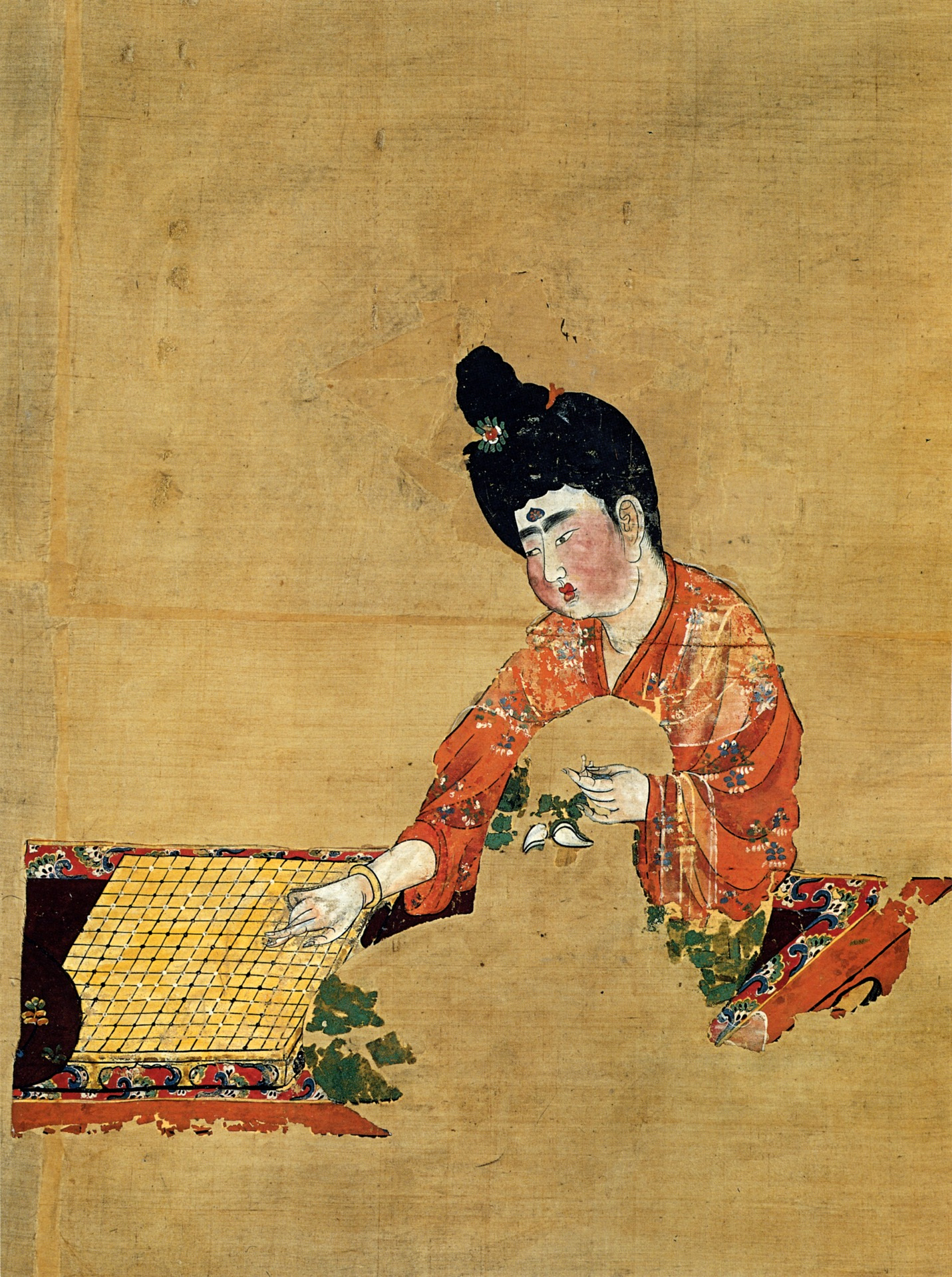
Gót játszó nő (Tang-dinasztia, 744 körül)

A góról szóló legkorábbi írások a Zuo zhuan történelmi krónikában lelhetőek fel. Konfuciusz Beszélgetések és mondások című írásainak XVIII. könyvében és Menciusz két művében is szerepel. Ezen könyvekben yì (弈) néven említik. Kínában ma weiqi (egyszerűsített kínai: 围棋; hagyományos kínai: 圍棋; pinyin hangsúlyjelekkel: wéiqí; Wade–Giles: wei ch'i) a neve, ami szó szerint bekerítős táblás játékot jelent.
A gót eredetileg 17×17-es hálón játszották, de a Tang-dinasztia idejére már a 19×19-es tábla lett az általánosan elterjedt. A játék eredetéről szóló legendák Jao császárig (i. e. 2337–2258) nyúlnak vissza, melyek szerint tanácsadója, Shun tervezte engedetlen fia, Danzhu számára, hogy kedvezően próbáljon hatni rá. Más elméletek azt sugallják, hogy a játék törzsi haduraktól és vezetőktől származik, akik támadási pozíciók tervezésére használták a köveket.
Kínában a go a négy legfontosabb művészet közé tartozik a kínai kalligráfia, a kínai festészet és a kucsinon való játszás mellett.

### Elterjedése Koreában és Japánban
A vejcsi (weiqi) i. sz. 5. és 7. század között került Koreába és a felsőbb osztály tagjai között volt népszerű. Koreában paduk (baduk) (hangul: 바둑) néven ismerték és a 16. századra egy szundzsang paduk (sunjang baduk) nevű változata is kialakult. Egészen a 19. századik ez volt a legjátszottabb változat az országban.

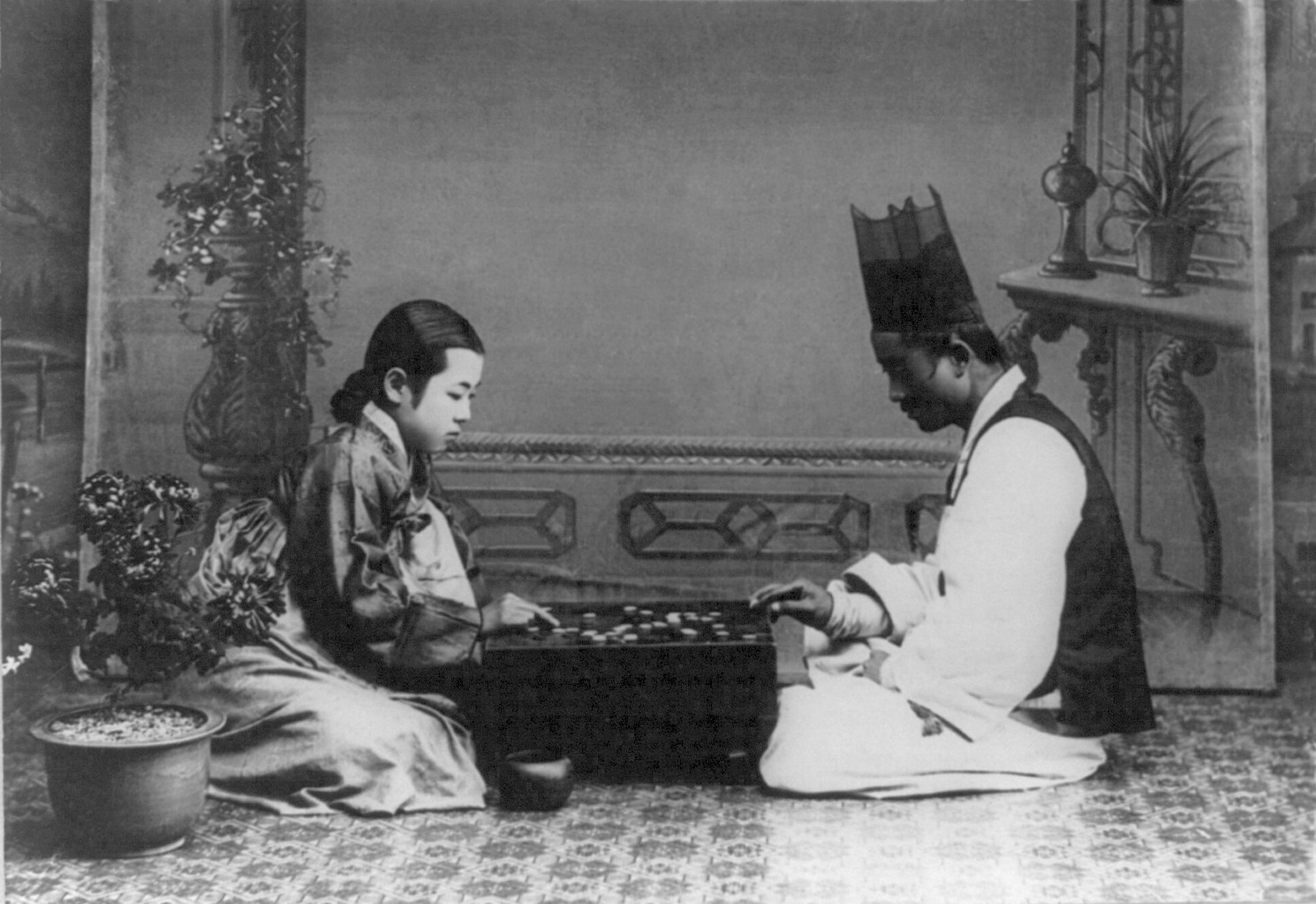
Koreai gojátékosok hagyományos öltözékben, 1910-es évek

A játék a 7. században jutott el Japánba, ahol go (碁) vagy igo (囲碁) néven vált népszerűvé a japán császári udvarban a 8. században, a népesség körében pedig a 13. századra. 1603-ban Tokugava Iejaszu alapította újra Japán egységes nemzeti kormányát. Ugyanebben az évben egy Nikkai (Kanō Yosaburo, 1559) nevű buddhista szerzetest – az akkori legjobb japán játékost – nevezte ki Godokorónak, vagyis a go miniszterének. Nikkai fölvette a Honinbo Sansa nevet és létrehozta a Honinbo Go iskolát. Röviddel ezután több goiskola jött létre. Ezek a hivatalosan is elismert és támogatott go iskolák jelentősen fejlesztették a játék szintjét és bevezették a játékosok rangsorolására a dan/kyu rendszert. Négy iskola (Honinbo, Yasui, Inoue és Hayashi) játékosai mérték össze tudásukat évente az oshirogo játékokon, ahol a sógun jelenlétében játszottak.

### Nyugat
Kelet-Ázsiában való széles körű népszerűsége ellenére a go csak lassan jutott el a világ többi részébe. Bár már a 16. századtól vannak róla említések a nyugati irodalomban, a játék csak a 19. század végén vált népszerűvé Nyugaton is, amikor Oskar Korschelt német tudós írt egy tanulmányt a játékról. A 20. század elejére a go végigsöpört az Osztrák–Magyar Monarchián és a Német Birodalmon. 1905-ben Edward Lasker megtanulta a játékot, mikor Berlinben járt. Amikor New Yorkba költözött, többek között Arthur Smithszel megalapította a New York Go Clubot. Smith akkor ismerkedett meg a góval, amikor Keleten járt és 1908-ban egy könyvet is kiadott The Game of Go címmel. Lasker 1934-ben megjelent Go and Go-moku című könyve hozzájárult, hogy a go az Egyesült Államokban is elterjedjen, ahol 1935-ben létrejött az Amerikai Go Szövetség. Két évvel később, 1937-ben a Német Go Szövetséget is létrehozták.
A második világháború miatt a játék terjedése megtorpant, de a háború után tovább folytatódott. A 20. század legnagyobb részében a Nihon Ki-in elnevezésű japán goszövetség a gót Kelet-Ázsián kívül terjesztette: az 1960-as években egy angol nyelvű (Go Review) magazint adott ki, go központokat hozott létre az Egyesült Államokban, Európában és Dél-Amerikában, illetve gyakran küldött profi oktatókat nyugati nemzetekhez. Nemzetközi használatban napjainkban a játék rövid neve, a go az elterjedt, és a játékkal kapcsolatos szakkifejezések is a japán kiejtésből származnak.
1996-ban a NASA-tól Daniel T. Barry és a japán Vakata Kóicsi űrhajósok voltak az első emberek, akik gót játszottak az űrben. Különleges készletet használtak, a Go Space-t Wai-Cheung Willson Chow tervezte. Mindkét űrhajós dan fokozatot kapott a Nihon Ki-in szövetségtől.
2012 májusában a Nemzetközi Go Szövetségnek (IGF) 57 tagországa volt Ázsián kívül.
Magyarországon kb. három évtizede vált ismertté szűk körben. A 2010-es években hirtelen megnőtt iránta az érdeklődés, és a játékboltokban is kapható már a gojáték. Azóta egyre több aktív magyar gojátékos van, akik a nemzetközi goéletben is elismerést szereztek.

## Játékszabályok

Egy gojátszma első hatvan lépése

A go két játékos között játszható táblajáték, melynek célja az ellenfélénél nagyobb terület megszerzése. A játék folyamán a táblára lerakott kövek területeket vesznek körbe. Ezek a területek kisebb csatákba kerülnek, melyek során növekednek, csökkennek, vagy akár az egész adott terület elveszhet. Gyakori, hogy egyfajta „üzlet” zajlik a táblán, vagyis amíg az egyik játékos elveszíti a tábla egy részét, közben területet szerez a másik részén.
A go általános stratégiája a lehető legnagyobbra terjeszteni a saját területet, megtámadni az ellenfél gyenge csapatait és mindig figyelni saját csapataink „életére” és „halálára”. Azt a helyzetet, amikor két szembenálló csapatnak el kell fognia a másikat, hogy életben maradhasson, „szemai”-nak, vagyis kölcsönös támadásnak nevezik. Ilyen versengésben a több szabad hellyel rendelkező csapat fogja tudni végül elkapni az ellenfél köveit.
A játékos passzolhat, ha nem tud vagy nem akar lépést tenni. A játék akkor ér véget, ha egymás után mindkét játékos passzol. Ekkor összeszámolják a szerzett pontokat, és a több pontot szerzett játékos a győztes. A játék befejeződhet feladással is, ha például az egyik játékos túl nagy területet vagy túl sok követ veszített el.

### Általános szabályok
A játékot 19×19-es táblán játsszák, azonban nem a mezőkre, hanem a vonalak kereszteződéseire teszik a köveket. Hagyományosan sötét kezd, és (felőle nézve) a jobb felső sarokban szokás kezdeni. (Ennek a hagyománynak az oka, hogy a mester, az erősebb, a fehér, és a neki közeli sarokba helyezi a tanuló a kezdő lépést tiszteletből. Ez azonban tényleg csak hagyomány, nem része a hivatalos szabályoknak.) Ezután fehér és fekete felváltva lép. A lépés egy kő lerakásából áll egy tetszőleges üres pozícióba (kivételt képeznek bizonyos ún. „halott” helyek).

### Fogolyszerzés és kapcsolatos szabályok

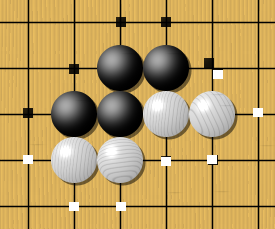
1. ábra: Egy „egymásnak feszülő” fehér és fekete alakzat. A kis pontok a csoportok „életeit” mutatják

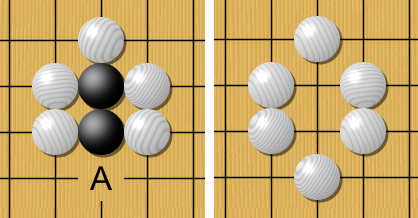
2. ábra: Fogolyszerzés, az 1. képen fekete csoport életeinek száma 1 (l. „A”), ha fehér ezt elveszi (l. 2. kép, „+”), akkor a fekete csoportot körbekerítette, és leveszi őket, fogollyá válnak

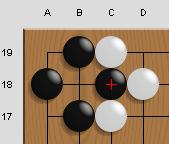
3. ábra: A ko-szabály

A köveket nem mozgatják letétel után, legfeljebb mint halottak, lekerülnek a tábláról. A halott, vagy fogoly kövek fogalmának megértéséhez definiálni kell néhány más dolgot is. Egy kő életeinek száma annyi, amennyi a 4 szomszédos mező közül szabad. (A tábla szélén természetesen 3, a sarokban pedig 2 szomszédos mező van csak.)
Egy csoport olyan kövek halmaza, amelyek 4-szomszédosan – azaz vonalak mentén – összeérnek. Az 1. ábrán a feketének egy csoportja van, de a fehérnek két csoportja, hiszen csak „átlósan” vannak összekötve. Fontos fogalom egy kő vagy csoport életeinek száma, amely a szomszédos szabad mezők száma (lásd 1. ábra). Egy kő vagy egy csoport akkor lesz halott vagy fogoly, ha „életeinek” száma 0, azaz szorosan körbe van kerítve a 4-szomszédsági értelemben (lásd 2. ábra). A körbekerített kövek vagy csoportok lekerülnek a tábláról, és az ellenfél foglyai lesznek. Azokra a helyekre szabad lépni, ahol a lépés után – tehát az ellenfél esetleges leütött köveinek levétele után – van a most lerakott kőnek élete. (Persze ha a kő egy csoport része, akkor a csoportnak kell legyen élete.) Öngyilkos lépés tehát nincs.
A játék alapeleme, hogy a kövek mellett lennie kell legalább egy szabad helynek (氣). A bekerített szabad terület a „szem” (眼), és egy csapatnyi legalább két különböző „szemmel” rendelkező kő már feltétlenül életben marad. Az ilyen csapatokat már nem lehet elfogni, még ha be vannak is kerítve, mert az ellenfél nem tud egyszerre mindkét „szem” helyére követ tenni. „Halott kövek” azok, amelyeket bekerítettek az ellenfél kövei vagy gyenge formációban állnak („szem” nélküli vagy egy „szemmel” rendelkező) és nem tudják megakadályozni az elfogást.

### Az öngyilkosság tilalma
Nem lehet lerakni olyan helyre követ, ahol a lerakott kőnek (vagy csoportjának) nem lenne élete.
De szabályos a lépés, ha lerakott kövünk elfog egy vagy több követ. (L. például a 3. ábrát.)

### Ko
Előfordulhat a 3. ábrán látható szituáció. Fehér ekkor léphet B18-ra, hiszen ezzel a C18-on levő fekete követ leveszi, és ezáltal lesz egy élete. Ezzel az előbbihez hasonló helyzet alakulna ki, azaz fekete egy lépéssel levehetné fehér imént lerakott kövét. Ezzel persze pontosan visszaállna a kiinduló, két lépéssel azelőtti helyzet.
Ez utóbbi eset elkerülésére van az ún. ko-szabály, amely megtiltja, hogy fekete azonnal, a következő lépésben visszavegye a fehér követ. (A pontos szabály úgy szól, hogy nem állhat elő a két lépéssel előbbi helyzet.) Ugyanakkor egy lépéssel később fekete már visszaüthet, így a folyamatos „csikicsuki” helyett egy ún. ko-harc alakul ki, ahol az oda-vissza lépések közben a tábla más részén folynak harcok.

### A játék célja és kiértékelése
A játék célja minél több terület és fogoly gyűjtése. A körbekerített területek szabad rácspontonként érnek egy pontot, és a foglyok kövenként egy pontot. Idáig egyszerűek a szabályok, de az nem egyszerű, hogy mi számít körbekerített területnek. Ez ügyben is a szakirodalomhoz kell fordulni. A kiértékelésnek ezen kívül van még egy kínai szabálya is, amely általában azonos eredményt ad a japánnal, de bizonyos ritka esetben különbözhet. A japán szabály elterjedtebb: nem csak Japánban, hanem Európában is e szerint szoktak számolni. Hogy melyik szabály érthetőbb, az vitatott; mindkettőnek lehetnek előnyei és hátrányai.

## Goelmélet

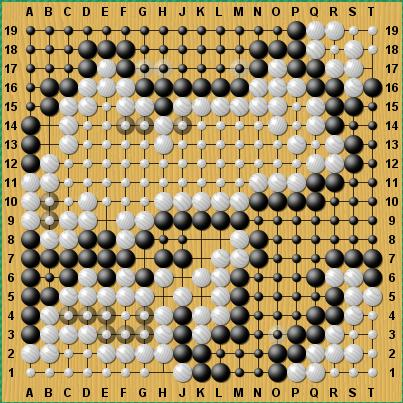
Egy játék végének kiértékelése. A kisebb pontok a területek értékelését jelzik. A nagyobb, de halvány kövek olyan táblán levő köveket jelentenek, amelyek menthetetlenül foglyok lesznek. Fehér a pontok összesítésében vezet vagy 15 ponttal, és g7 környékén egy ko-harc is van, amit megnyerhet, ezzel az ettől balra levő fekete alakzat elveszik. Fekete itt feladta.

A go elméletét természetesen még összefoglalni sem lehet egy ilyen szócikkben, hiszen szakkönyvek tömegei szólnak róla. Itt csak a taktikai meggondolások néhány általános jellemzőjét mutatjuk be, amely a játék jellemzéséhez érdekes lehet.

### Taktika

Három profi játékos amatőröket néz, amint egy ún. élet-halál problémát elemeznek. Az asztal végén egy speciális goóra (ing)

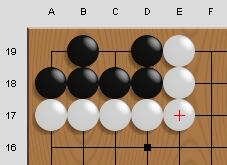
1. ábra: Fekete ezen alakzata nem vehető le, élő, mivel két „szeme” van B19-en és D19-en. Fehérnek egyszerre kellene belépnie a két szembe ahhoz, hogy levegye, ami nem lehetséges.

A „csoport” 4-es összeköttetés értelemben véve a fogolyszerzés definiálásánál fontos fogalom; taktikai szempontból több csoport egy alakzatot képezhet. Fontos kérdés egy alakzat élete és halála. Általánosságban egy alakzat akkor élő, ha van legalább két „szeme”, azaz két körbekerített lyuk benne (l. 1. ábra). A két szem lehet bonyolultabb módon is kialakítva, aminek pontos szabályai már a haladó gotudáshoz tartoznak. A játékosok bizonyos bekerített alakzatok élet-halál feladatait is gyakorolják (l. a képet); az ilyen feladatokban az a kérdés, hogy a már bekerített alakzatban lépegetve az hogyan tehető kétszemes élő alakzattá, vagy ez hogyan akadályozható meg.
A sakktól eltérően a góban a tábla mérete miatt jellemző, hogy a tábla különböző részein, egymástól nagyjából különböző minták, alakzatok, küzdelmek alakulnak ki. Az ilyen mintákban a legjobb variációkat „joseki” néven nevezik. A haladóbb játékosok ilyeneket fejből tudnak. Ezek újrafelhasználható minta-sorozatok. Hasonlóan vannak különböző, erősnek számító konstellációk, és bizonyos, gyengének számító alakzatok.
Az igazán erős játékosoknál a tábla különböző sarkaiban levő alakzatok már nem függetlenek egymástól. Náluk az is számít, hogy egy bizonyos kő egy ponttal errébb vagy arrébb van letéve a tábla másik sarkában lévő joseki-mintához viszonyítva. Attól erősebb játékosok, hogy ilyen apróságokat is figyelembe vesznek (lásd: Stratégia).
Egy másik még taktikainak számító kérdés, a több csoportból álló alakzatok, illetve az egymáshoz közeli alakzatok szétvágása. Ennek is vannak különböző mintái.

### Stratégia
A sakkhoz hasonlóan a játék megnyitásra (fuseki), középjátékra és végjátékra bontható.
A fuseki során a haladó játékosok taktikájában az figyelhető meg, hogy a tábla különböző stratégiai pontjain próbálnak köveket elhelyezni, szétszórt alakban; nem jellemző egy-egy terület közvetlen elfoglalása. Előbb főként a sarkokra, aztán a tábla széleire kerülnek kövek, a tábla közepe inkább a középjátékban kerül „felosztásra”. Ezek a kezdeti, stratégiai kövek általában „többfunkciósak”. Jelezhetik bizonyos területek feletti irányítás átvételének szándékát, de egy támadás esetében előfordulhat, hogy az egyik kisebb területrész helyett egy másikat foglalnak el. Erről a játékban a küzdelmek során születik döntés.
A középjátékban a feleknek már vannak bizonyos alapterületei, léteznek alapmintázatok, de a tábla közepe még nincs felosztva. A játékosok középjáték küzdelmében a fuseki alatt kialakult erőviszonyokhoz képest több területet próbálnak elfoglalni, az ellenfél hibáit kihasználva elvenni területeket, elfoglalni köveket.
A végjátékban általában a nyitott kisebb rések bezárása történik meg. Versenyjátszmában ilyenre rendszerint akkor kerül sor, ha pár pontos különbség látszik a két játékos között, tehát minden egyes pontnál számít, hogy hova kerül. Ilyenkor az is döntő lehet, hogy ki tudja ügyesebben lezárni a területét. Nagyobb arányú vezetés esetében viszont sok játszmát feladnak, így végjáték nincs is.
A játék menetében jellemző, hogy egy játékos előnye lehet terület, vagy lehet ún. potenciál, azaz alakzatai erősségének előnye a másik játékossal szemben. A potenciál és a terület általában konvertálható egymással: jó játékmenettel egy potenciál területté konvertálható, illetve területhátrány helyes védekezés mellett csak potenciálvesztéssel hozható be. Így a különböző helyes játékmenetekben jellemző egy egyensúly: mindig valamit valamire cserélnek a játékosok. Van továbbá ún. potenciális terület, avagy befolyás; a nem kezdő játékosok a területeiket először csak pontenciálisan szerzik meg. A jobb oldalon látható híres lépés, „Shusaku fülpirító lépése” is ilyen: több oldalra ható befolyást, potenciális területet jelent.
A jó gojátékra más szempontból is jellemző a kiegyensúlyozottság. A go ebben hasonlít a művészetekhez: fontos az intuíció, „érezni” kell, hogy mi a helyes egyensúlya a támadásnak, védekezésnek, területnek, potenciálnak; mi a helyes egyensúly a tábla különböző részeinek birtoklásában.
Amikor a játékosok a go elméletéről beszélgetnek, gyakran használnak japán szavakat. Nem csak azért, mert ezek szakszavak, hanem azért is, mert a keleti gondolkodás teljesen eltérő fogalmakat alkotott, amelyek nyugati nyelvekre nem fordíthatóak le megfelelően; egyszerűen nincs hasonló fogalmunk. Ilyen szavak például a „sente”, „joseki”, „aji”, „moyo”, „sabaki”.

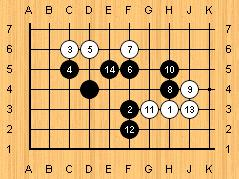
1. ábra: Egy ún. joseki, ami fekete, illetve fehér oldaláról is az ideális lépéseket tartalmazza egy bizonyos esetre.

A „joseki” egy olyan játékminta, ami a megnyitásokhoz hasonlít, de a táblán többször lejátszható ugyanolyan típusú kezdőállás esetén (l. 1. ábra). A joseki a játék során a tábla mind a négy sarkában, kétféle irányban is előfordulhat. Haladó játékosok sok ilyen mintát tudnak fejből, de minden esetben érdemes rugalmasan válogatni köztük, illetve változtatni ezeket a környezet mintájának megfelelően.

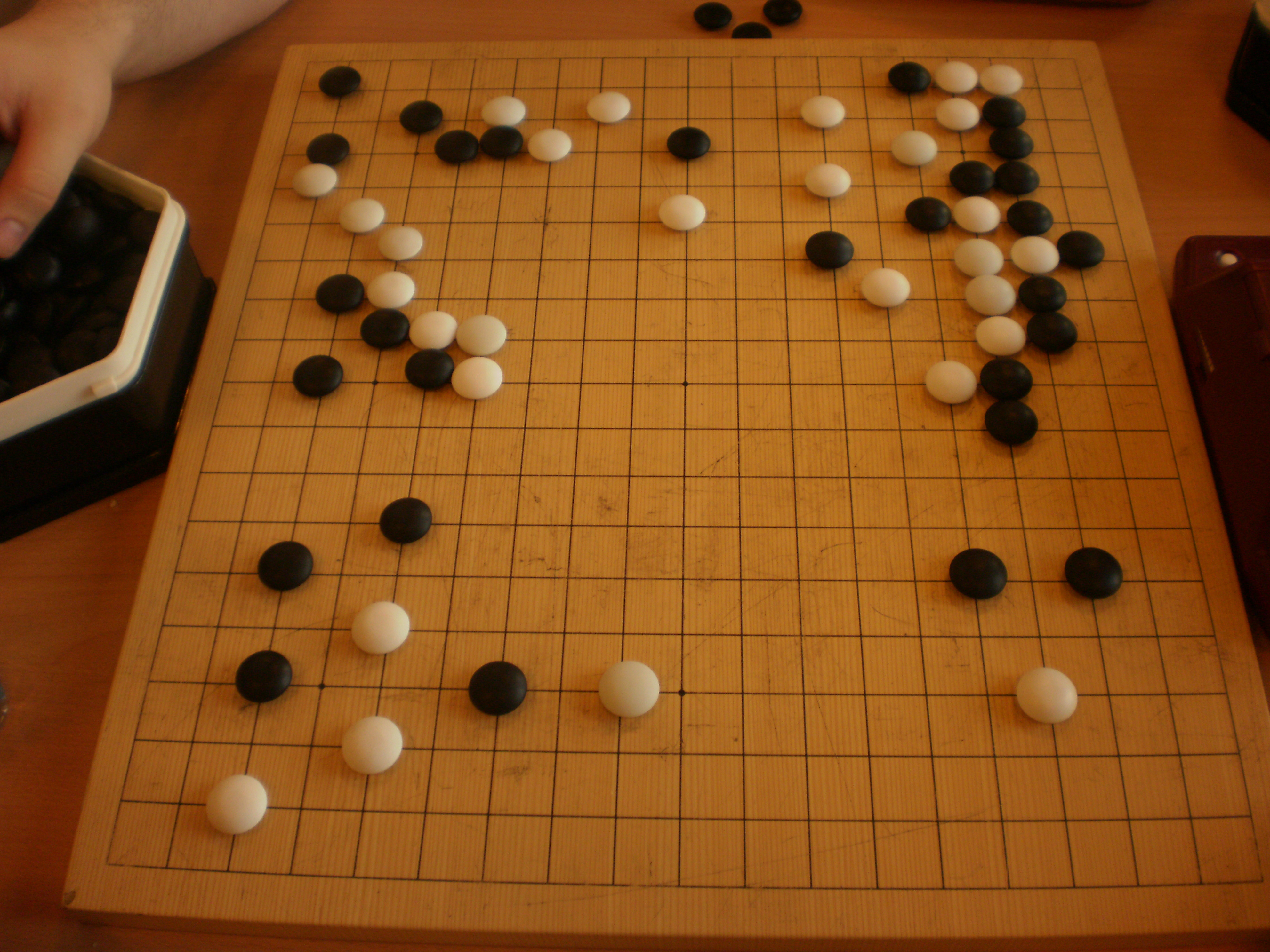
2. ábra: Egy ún. moyo. Fehér a tábla közepén hatalmas potenciális területet foglalt le.

A „moyo” olyan laza, több-kevesebb kőből álló alakzat, amely területigényt jelez (ld. 2. ábra). A 2. ábra moyója potenciálisan fehér területe. Vannak ennél lazább moyók is, amelyek nem biztosan számíthatók területnek, hanem be lehet hatolni, „redukálni” lehet őket. Ennek is megvan a „tudománya”. Egy moyo megtámadásának a támadó fél részéről meglehet az ára, például legyengülhet, vagy a támadó csoport menekülni kényszerülhet, így a terület elvesztése máshol megtérül. A profi játékosoknak tudniuk kell mérlegelni az ilyen helyzeteket és dilemmákat.
A „sente” azt jelenti, hogy egy játékos úgy tett előnyös lépést, hogy arra az ellenfélnek védekező lépéssel „kell” válaszolnia. Ez magyarul azt jelenti, hogy „akinél a sente van”, az a kezdeményező, aktív fél, az irányít.
A goelméletre jellemző általános érdekesség, hogy ezen taktikai, stratégiai kérdésekre szólásmondások vannak. Ezek olyan irányelvek, ajánlatok, szabályszerűségek, heurisztikák, amelyek általában igazak. Például: „Áldozz fel egy követ a sentéért!” (Egy kő – ha nem kulcsfontosságú – kevesebbet ér, mint a kezdeményezés) vagy „Az ellenfeled lépésére válaszolj!” Ugyanakkor vannak kivételek, és a mesterek szintje ott kezdődik, amikor már ezeken a szólásmondásokon is túllépnek. Probléma akkor merül fel, amikor két heurisztika ellenkező dolgokat javasol egy állásban. Ilyenkor a játékosnak kell eldöntenie, melyik a fontosabb. Például az itt leírt két szólásmondás is ellentmond egymásnak, és a játékosnak kell eldöntenie, hogy ha egy kövét fenyegetés éri, akkor válaszoljon a második szabály értelmében, vagy hagyja ott, mert lényegtelen, az első szabály értelmében.

## Versenysport

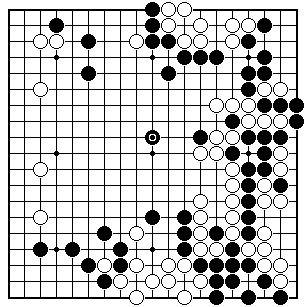
Shusaku híres, úgynevezett fülpirító lépése. Magyarázatul lásd: [http://www.gowiki.hu/index.php?title=Fülpirító_lépés Fülpirító lépés (Go Wiki)

### A játékosok rangsorolása
Az aktív játékosokat hasonló rendszerben minősítik, mint a harcművészeket (dzsúdó, karate stb.). A kezdő játékos, aki a szabályokat ismeri, az 30 kjus (angol átírással kyu). A tudás növekedésével a kjuk száma csökken, és 1 kju után következik az első mester fokozat az 1 dan (1d), amely 7 amatőr danig nőhet. A profi játékosokat 1–9 danig minősítik. A legerősebb magyar játékos jelenleg 1 profi danos.
A kju jelentése „kő”. Egy kju különbség a rangsorolásban körülbelül megfelel 1 kő előny adásának, azaz egy 15 kjus ember egy 16 kjus játékos ellenében egy kő hátránnyal egyenlő eséllyel küzd. Hasonlóan egy 1 danos és egy 2 danos játékos küzdelmét ki lehet egyenlíteni 1 kő előnnyel, egy 14 kjus egy 16 kjus ellen pedig 2 kő előnnyel játszik egyenlő eséllyel. A dolog tehát bizonyos határig nagyobb különbségek esetében is működik. Ez a go egy olyan tulajdonsága, ami egyedi, és a versenyeken ki is használják. Léteznek ugyanis olyan versenyek, ahol a játékosok rangsorolása szerint ilyen előnyadásos módon játszanak. Ez az 1 kju = 1 kő előny elv azonban körülbelül 9 kőig használható, ez a szokásos legnagyobb hendikep. Az előnyt mindig fehér adja feketének; a fekete mindig a gyengébbnek számító játékos.
Van egy olyan elv is, hogy a játék elején 1 kő előny kb. tíz pontot jelent a játék végén. Ez a számítás is csak kb. 9 kő, vagy 90 pontig érvényes. Ennek megfelelően viszont a pontozási rendszerben a fehér játékosnak jár 6,5 pont előny, mivel egy fél lépés hátránnyal indul, hiszen fekete kezd. Ez a 6,5 ún. komi tapasztalati úton van beállítva, ez bizonyult kiegyensúlyozottnak. Más értékek is használatosak, a hagyomány és a régió szerint eltérően.

### Versenyek
A legtöbb verseny során a játékosok idejét mérik, és egyenlő eséllyel, egyenlő gondolkozási idővel játsszák a játszmákat. Ritkán vannak hendikepversenyek is, ahol a gyengébb versenyző annyi kő előnyt kap, amennyivel gyengébb (maximum 9 kőig). A játékosok lépésidejét a sakkórához hasonló eszközzel mérik; sok esetben egyszerűen sakkórát használnak, de vannak speciális goórák is. A sakkhoz hasonlóan, de kicsit eltérően a főidő lejárta után a játékosok kaphatnak még plusz időt, ezt bjo-jomi-nak nevezik (angol: byo-yomi), és különböző rendszerei vannak a szabályoknak.
A versenyzők sorsolására, illetve az eredmény számítására is vannak különféle rendszerek, a legelterjedtebb talán az ún. Mac Mahon-rendszer.

## A játék eszközei

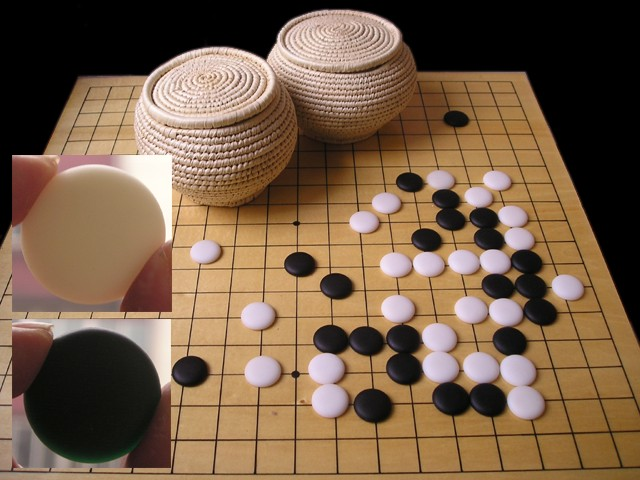
Tradicionális gotábla fonott go-kével

Bár a go viszonylag egyszerű eszközökkel is játszható, a játékhoz általában hozzátartozik a hagyománytisztelet, és így bizonyosfajta készletek tiszteletben tartása.
A hagyományos gotábla, japánul goban egy 15–20 cm vastag keményfa tömb, amely saját lábakon áll. A legnemesebb gotábla kaja fából (Torreya nucifera) készül. A legfinomabb minőségű táblához olyan, 500–700 éves fa kell, amit feldolgozás előtt 20–30 évig szárítottak.
A játékosok az ún. tatami szőnyegen térdelnek. A köveket (go-ishi) egy szintén keményfa tartóban (go-ke) tartják. A fehér köveket kagylóból, a fekete köveket palából készítik, és nagyon simák. Ezen nyersanyagokkal Japán nem rendelkezik az igényhez mérhető mennyiségben, emiatt az ilyen készletek ritkák és drágák.
A klubokban és versenyeken, ahol nagyszámú készletet kell biztosítani, emiatt olcsóbb készleteket használnak, amelyekben a táblák fából készülnek, de csak 2–5 cm vastagok, a kövek pedig festett üvegből, a még olcsóbbak műanyagból vannak. A műanyag kövek jóval könnyebbek, ami nem előnyös. A go-kék fából vannak, vagy még egyszerűbben műanyagból. A kezdők táblája általában vékony műanyag lap.
A tábla rácsozata hagyományosan 1,5 shaku hosszú és 1,4 shaku széles (455 mm × 424 mm), a szélén egy sávval, hogy a szélső pontokra is lehessen köveket elhelyezni. A kezdőknek a tábla nem pontosan négyzet volta meglepő: az aránya 15:14-hez. Két indokot szoktak erre adni. Az első, hogy ha a játékos a tábla előtt áll, akkor az átlagos látószög mellett egy olyan rövidülés van, amit ez az arány jól kompenzál. A másik, hogy a japán kultúra egyszerűen nem tartja esztétikusnak a túlságosan szimmetrikus alakzatokat.
A hagyományos köveknél a fekete kövek kicsit nagyobbak a fehéreknél, ez valószínűleg szintén egy optikai effektus kompenzálására van: a fehér kövek nagyobbnak látszódnak. A kőtartók lapos szférikus alakúak, a tetejük könnyen nyílik, és felfordítva szokták letenni, hogy a fogoly köveket gyűjtsék benne.
A haladóbb játékosok hamarosan megtanulják a gokövek letevésének művészetét is (l. az ábrát). Egy követ ugyanis ösztönösen a mutató- és hüvelykujjunkkal fogunk meg, a „szakszerű” elhelyezés azonban mutató- és középső ujjal történik. Ennek is megvan az oka: így lehet a követ legkényelmesebben elhelyezni egy kővel sűrűn megrakott részre anélkül, hogy a többi kőhöz hozzáérnénk.
Sokan a kövek letevése által keltett koppanó zajt is fontosnak találják. A hagyományos gotábláknak az alján egy piramis alakú üreg van faragva, hogy egy szép kongóbb hangot adjon, amikor a köveket lerakják. Ez egyúttal a tábla hőtágulásakor is segítség. Egy tábla annál értékesebb, minél régebbi és minél patinásabb: ebben az esetben tehát az a jó, ha vannak rajta karcolások és foltok.

## A go és a mesterséges intelligencia
A go éppen komplexitása miatt a sakk után a mesterségesintelligencia-kutatás egyre divatosabb vizsgálati területe. A go esetében ugyanis azok az algoritmikus elvek, amelyek a sakkprogramozásban elégségesek voltak a világbajnoki szint eléréséhez, aligha elegendőek. A további fejlesztéshez valószínűleg olyan új algoritmusok kifejlesztésére is szükség lesz, amelyek jobb eredményeket érnek el a mesterséges intelligenciában.
A go játék összetettségére jellemző, hogy a 2000-es évek elején még a legerősebbként számontartott számítógépes goprogram kb. 1 kjus volt, azaz egy jobb versenyző is meg tudta verni. Az Amerikai Gokongresszus 2008 augusztusában rendezett versenyén azonban a MoGo számítógépes program, amely 800 darab 4,7 Ghz-es processzorból álló, 15 teraflopos gépen futott, elsőként győzött le egy gonagymestert, a nyolcdanos Myungwan Kimet, aki 9 kő előnyt adott a gépnek. A dél-koreai mester két-három danosra becsülte a program tudását, egyes lépéseit azonban ötdanosnak ítélte. Ugyanennek a programnak egy újabb változata pedig 2009-ben egyenlő játékban, 9×9-es táblán legyőzte a 9 danos profi játékos Zhou Junxunt.
Újabb áttörésről számolt be 2016-ban a Nature, amikor a DeepMind cég AlphaGo szoftvere legyőzte Fan Hui kínai származású európai bajnokot. A program ezúttal már semmilyen előnyt nem kapott. 2016 márciusában pedig a tíz éve világbajnok dél-koreai I Szedol (Lee Se-dol) ellen öt mérkőzésből négyet megnyert.
A 2017. május 23–27. között megrendezett Future of Go Summit című rendezvényen a továbbfejlesztett AlphaGo a világ legerősebb gojátékosának tartott 9 danos profi Ko Csie (Ke Jie) ellen játszott. A három játszmából álló mérkőzésen a mesterséges intelligencia győzött: az első partit fél ponttal nyerte, a másik kettőt Ko Csie (Ke Jie) feladta. A vereség után úgy nyilatkozott, hogy az AlphaGo úgy játszik, mint a go istene. Demis Hassabis, a DeepMind alapítója és vezetője bejelentette, hogy a program nem vesz részt több goversenyen. A fejlesztők ezután más, általánosabb algoritmusokra koncentrálnak, olyanokra, amelyek segíthetik az emberiséget. Ennek ellenére 2017. október 18-án bejelentették, hogy az DeepMind pusztán az alapszabályok ismeretével és a sakkhoz képest körülbelül kétszer néhány óra önálló tanulással képes legyőzni az embert.

## Magyar gojátékosok nemzetközi eredményei
- 1988-ban Hamburgban Pocsai Tibor nyerte a go-Európa-bajnokságot, ugyanebben az évben Göndör András 8. helyezést ért el a 9. amatőr govilágbajnokságon.
- 1996-ban Félixfürdőn, Romániában Mérő Csaba nyerte a 18 éven aluliak Európa-bajnokságát.
- 2000-ben Sinaián, Romániában Kőszegi Diána nyerte a 18 éven aluliak Európa-bajnokságát, előtte 1998-ban és 1999-ben második lett.
- 2001-ben Ustronban, Lengyelországban és 2002-ben Prágában Balogh Pál nyerte a 18 éven aluliak Európa-bajnokságát.
- 2003-ban Pocsai Rita és Pocsai Tibor nyerte a páros go-Európa-bajnokságot, majd 2004-ben is holtversenyben az első helyen végeztek, de végül a második hely jutott nekik.
- 2005-ben Lipcsében Pocsai Rita hármas holtversenyben nyerte a női Európa-bajnokságot.
- 2006-ban Brünben Balogh Pál nyerte a diák (főiskolai és egyetemi) Európa-bajnokságot, amelyen az előző évben Mérő Csaba második lett.
- 2008-ban Kőszegi Diána a koreai goszövetségtől, harmadik európaiként megkapta a profi danos címet.
- 2009-ben Pocsai Rita nyerte a csehországi Mikulovban rendezett női Európa-bajnokságot,[47] míg Mérő Csaba harmadik lett a groningeni 53. go-Európa-bajnokságon.[48]
- A 2009/2010-es Pandanet Európa-kupa összetett pontversenyét Balogh Pál nyerte.
- 2011-ben Pocsai Rita és Balogh Pál nyerte az isztambuli 13. páros go-Európa-bajnokságot.
- 2011-ben Pocsai Rita nyerte a nagyszebeni női go-Európa-bajnokságot, majd 2012-ben második lett a brnói női go-Európa-bajnokságon.
- 2013-ban Markó Péter nyerte a diák (főiskolai és egyetemi) Európa-bajnokságot.
- 2015-ben Pocsai Rita nyerte a női go-Európa-bajnokságot, majd ismét Markó Péter nyerte a diák (főiskolai és egyetemi) Európa-bajnokságot.
- 2018-ban Natalia Kovaleva nyerte a női go-Európa-bajnokságot, őt követte Ariane Ougier és Rita Pocsai.
- 2022-ben Barcza Bende nyerte Prágában a 12 éven aluliak ifjúsági Európa-bajnokságát, ezzel a valaha volt legfiatalabb aranyérmes ebben a korosztályban.
- 2022-ben Pocsai Rita nyerte a női go-Európa-bajnokságot.

### Magyarországi goegyesületek
- Magyar Goszövetség
- PaGoda Egyesület honlapja